# ジェームズ・ファイフ
ジェームズ・ファイフ（James Fife、1718年没）は、カリブ海で活動した英国の海賊。

## 経歴
ファイフは1718年に海賊行為を始め、2月から4月にかけてタークス・カイコス諸島で2隻のスループ船、ポーツマス号とエリザベス号を拿捕した。3月、砲4門のスループ船をプエルトリコに連行し、掠奪品を分配した。この時仲間の数人が近海のカヌーを襲うためにボートを手配し、一味から離脱した。
1719年9月に国王ジョージ1世から発せられた海賊恩赦の布告により、ヘンリー・ジェニングスなどの主だった海賊たちが足を洗った。キャプテン・チャールズ・ジョンソンは『海賊史』において当時ニュープロビデンス島ナッソーにいた海賊船長の1人にファイフを挙げ、その最期は部下に殺されたと記している。

## 参考資料
- チャールズ・ジョンソン(著)、朝比奈一郎(訳)、『海賊列伝(上)』2012年2月、中公文庫